# Ichneumon nigricoxalis
Ichneumon nigricoxalis är en stekelart som beskrevs av Tohru Uchida 1926. Ichneumon nigricoxalis ingår i släktet Ichneumon och familjen brokparasitsteklar. Inga underarter finns listade i Catalogue of Life.